# Francesco Bonciani
Francesco Bonciani est né en 1522 à Florence, alors dans le Grand-duché de Toscane, et mort le 28 novembre 1619 est un écrivain et archevêque italien du XVIIe siècle.

## Biographie
Francesco, fils de Paolo Bonciani, est un membre de la famille noble florentine Bonciani. Il est né en 1552 et a reçu une éducation humaniste, basée sur l'étude des lettres, du droit et de la théologie.
Dans sa jeunesse, il a participé l'activité littéraire intense de la capitale toscane comme membre depuis 1573 de l' Accademia degli Alterati, fondée en Février 1569 par Tommaso del Nero (où son nom académique de Dubbioso puis changé en Aspro), de l'Accademia Fiorentina, dont il fut Consolo en 1590. Il a écrit plusieurs ouvrages, en particulier la rhétorique, et il est devenu célèbre pour le traité leçon sur la rédaction des nouvelles qu'il écrit en 1574.
Entre 1594 et 1599, il a été un agent dans le service diplomatique de la maison de Médicis, pour Ferdinand Ier et Cosme II, en France, officiellement comme secrétaire de Pierre de Gondi, et en Espagne. Il a eu un rôle décisif dans l'annulation du mariage d'Henri IV et de Marguerite de Valois et le mariage subséquent du roi de France avec Marie de Médicis, et la conduite négociations entre Alexandre de Médicis, archevêque de Florence, et le cardinal Pierre de Gondi, ambassadeur auprès du pape.
Louis XIII ayant organisé un coup d'État, le 24 avril 1617, (appelé « un coup de majesté ») en faisant assassiner Concino Concini par le marquis de Vitry, il a pris le pouvoir et exilé la reine-mère au château de Blois. Le grand duc l'a convoqué au palais Pitti le 6 mai 1617 pour une mission diplomatique auprès du roi de France pour obtenir la libération de Marie de Médicis.
À quarante ans, Francesco Bonciani a choisi une carrière ecclésiastique. Il a été élu, en 1596, chanoine de l'église métropolitaine de Florence, devenant en 1600 archidiacre métropolitain.
En 1613 il a été nommé archevêque de Pise, à l'âge de 59 ans. En 1615 il a été impliqué dans le procès pour hérésie de Galilée en fournissant à l'Inquisition l'original d'une lettre de Galilée à Benedetto Castelli, dont Tommaso Caccini a considéré qu'elle était la preuve de la culpabilité de Galilée. La lettre contenait, en fait, l'affirmation selon laquelle le soleil était fixe et la Terre se déplaçait. Francesco Bonciani rencontré personnellement Benedetto Castelli, et à défaut de prendre livraison de la lettre, et il a rapporté l'incident à l'Inquisition.
Francesco Bonciani a été enterré dans la cathédrale de Pise, dans la chapelle Saint Ranieri, comme indiqué sur l'inscription d'une plaque de marbre :

« HIC SITA SUNT OSSA
FRANCISCI BONCIANI FLORENT.
ARCHIEP. PIS.
OBIIT AN. D. MDCXX. »

Il a fait don de sa bibliothèque aux Dominicains de Santa Maria Novella de Florence. Marie de Médicis lui a donné en 1616 le service des vêtements en argent exposé au musée de la cathédrale de Pise.

## Publications
- Trattato sopra la lingua Toscana.
- Lezione sulla prosopopea, 1578.
- Discorso sopra le maschere.
- Degli errori dei prìncipi.
- Lezione che il vero amante maggior piacere senta in pensando alla donna amata che vedendola.
- Lezione sopra il comporre delle novelle, 1574, pubblicata in Bernard Weinberg, Trattati di poetica e retorica del Cinquecento, volume III, Bari, Laterza, 1972, pp.135–65.
- Della maniera di fare le Orazioni Funebri, Firenze, Magheri, 1824.
- Sermoni di Mons. Francesco Bonciani arcivescovo di Pisa, Firenze, Tipografia della Casa di Correzione, 1855.
- dans "Prose fiorentine raccolte dallo Smarrito accademico fiorentino", Firenze, Tartini Franchi, 1723-1745, parte 4, vol. 3, pp. 236-241.

## Source
- (it) Cet article est partiellement ou en totalité issu de l’article de Wikipédia en italien intitulé « Francesco Bonciani » (voir la liste des auteurs).
- Francesco Bonciani, Girolamo Bargagli et Francesco Sansovino, Traités sur la nouvelle à la Renaissance, Nino Aragno, 2002 (ISBN 9782711615438). Textes de trois théoriciens de la Renaissance italienne : Bonciani (Leçon sur la composition des nouvelles, 1574), Bargagli (Dialogues sur les jeux, 1572) et Sansovino (Discours sur le Décaméron), traduits par Anne Godard, avec une introduction de Nuccio Ordine.